# Metgensbleek
Metgensbleek is een voormalige bleekweide met woonhuis, gelegen langs de Heiligenbergerbeek in Amersfoort, in de Nederlandse provincie Utrecht. Het valt binnen het rijksmonument "Complex Historische Buitenplaats Randenbroek".

## Ligging
Metgensbleek ligt tussen de Ringweg Randenbroek aan de zuidoostzijde, de Heiligenbergerbeek aan de zuidwestzijde en Park Randenbroek aan de noordzijde. Ertegenover aan de Ringweg Randenbroek lag tot 2013 het Meanderziekenhuis, locatie Sint Elisabeth. Ten noordoosten liggen de voormalige tennisvelden van de tennisvereniging “Metgensbleek”.

## Geschiedenis
De geschiedenis van Metgensbleek gaat minstens terug tot 1608, toen de bleker Maes en zijn vrouw Metgen hier het bleekveld huurden. Maes woonde er met zijn gezin en was er bovendien herbergier. In 1608, tijdens de Tachtigjarige Oorlog, werd er door drie soldaten uit Dordrecht (twee Spanjaarden en één Portugees) een moordaanslag op het gezin gepleegd. De bleker, twee zoons en een dienstmeisje kwamen om en alleen Metgen en een tweede dienstmeisje overleefden de aanslag.
Afgelopen eeuw was de Tennisvereniging Metgensbleek hier gevestigd. Achter het woonhuis stond de kantine, die in het voorjaar van 2006 is afgebroken. De voormalige tennisvelden zijn thans geheel met boomopslag begroeid. Het huidige woonhuis, dat in 1929 is gebouwd, heeft in 2006 een grondige restauratie en verbouwing ondergaan.

## Toekomst
De gemeente Amersfoort heeft een structuurvisie Park Randenbroek en omgeving opgesteld dat voorziet in de verdere ontwikkeling van een groen gebied vanaf de snelweg A28 tot aan de Bisschopsweg, waarin natuur, sport en cultuur samen zullen gaan. Metgensbleek ligt midden in het plangebied en zal hierin ook betrokken worden.